# Фрідман Олександр Олександрович
Олекса́ндр Олекса́ндрович Фрі́дман (4 (16) червня 1888, Санкт-Петербург — 16 вересня 1925, Ленінград) — російський і радянський математик, фізик і геофізик, творець теорії нестаціонарного Всесвіту, автор рівнянь Фрідмана.

## Біографія
Олександр Фрідман народився 16 червня 1888 року в Санкт-Петербурзі в сім'ї композитора Олександра Олександровича Фрідмана (1866—1909 роки) на той час артиста кордебалету Імператорських Санкт-Петербурзьких театрів, студента Санкт-Петербурзької консерваторії, яку закінчив 1889 р. за класом М. А. Римського-Корсакова, і піаністки (пізніше випускниці цієї ж консерваторії) Людмили Ігнатівни Фрідман (1869—1953 роки), до шлюбу Воячек — дочки російського музиканта і композитора чеського походження. У 1897 році, коли майбутньому вченому було 9 років, батьки розлучилися і надалі він виховувався в новій родині батька, а також в сім'ях діда - лікарського помічника Придворного медичного округу та губернського секретаря Олександра Івановича Фрідмана (1839-1910 роки) і тітки, піаністки Марії Олександрівни Фрідман (з матір'ю Олександр Фрідман відновив стосунки лише незадовго до смерті).
З початком Першої світової війни Фрідман вступив добровольцем в авіаційний загін. У 1914-1917 роках брав участь в організації аеронавігаційної і аерологічної служби на Північному та інших фронтах. Брав участь як спостерігач у бойових вильотах.
Прапорщик Фрідман у 1916-1917-х роках служив у Києві, де викладав у Військовій школі льотчиків-спостерігачів, читав курси аеронавігації та аеронавігаційних приладів 
Фрідман першим у Росії зрозумів необхідність створення вітчизняного авіаприладобудування. У роки війни і розрухи він втілив ідею в життя, ставши творцем і першим директором заводу «Авіаприлад» у Москві (червень 1917 рік).
У 1918-1920 роках — професор Пермського університету. З 1920 року працював у Головній фізичній обсерваторії (з 1924 року Головна геофізична обсерваторія імені А. І. Воєйкова), одночасно викладав у різних навчальних закладах Петрограда. З 1923 року — головний редактор «Журналу геофізики і метеорології». Незадовго до смерті був призначений директором Головної геофізичної обсерваторії.
Основні роботи Фрідмана присвячені проблемам динамічної метеорології (теорії атмосферних вихорів і поривчастої вітру, теорії розривів неперервності в атмосфері, атмосферної турбулентності), гідродинаміці стисливої рідини, фізиці атмосфери та релятивістській космології. У липні 1925 року з науковими цілями здійснив політ на аеростаті разом з пілотом П. Ф. Федосеєнко, досягнувши рекордної на той час висоти 7400 метрів. Фрідман одним з перших освоїв математичний апарат теорії гравітації Ейнштейна і почав читати в університеті курс тензорного числення як вступну частину до курсу загальної теорії відносності. У 1923 році вийшла друком його книга «Світ як простір і час» (перевидана в 1965 році), призвана познайомити широку публіку з новою фізикою.
Фрідман передбачив розширення Всесвіту. Отримані ним у 1922-1924 роках перші нестаціонарні розв'язки рівнянь Ейнштейна при дослідженні релятивістських моделей Всесвіту поклали початок розвитку теорії нестаціонарного Всесвіту. Вчений досліджував нестаціонарні однорідні ізотропні моделі з простором позитивної кривини, заповненим рівномірно розподіленою матерією (з нульовим тиском). Нестаціонарність розглянутих моделей описується залежністю радіуса кривини і густини від часу, причому густина змінюється обернено пропорційно кубу радіуса кривини. Фрідман з'ясував типи поведінки таких моделей, що допускаються рівняннями тяжіння, причому модель стаціонарного Всесвіту Ейнштейна виявилася окремим випадком. Спростував думку про те, що загальна теорія відносності вимагає допущення скінченного простору. Результати Фрідмана продемонстрували, що рівняння Ейнштейна не призводять до єдиної моделі Всесвіту, якою б не була космологічна стала. З моделі однорідного ізотропного Всесвіту випливає, що при його розширенні повинен спостерігатися червоний зсув, пропорційний відстані. Це було підтверджено в 1929 році Едвіном Габблом на підставі астрономічних спостережень: спектральні лінії в спектрах галактик виявилися зміщеними до червоного кінця спектру.
Помер від черевного тифу. Похований на Смоленському православному цвинтарі.